# Правители Чолы

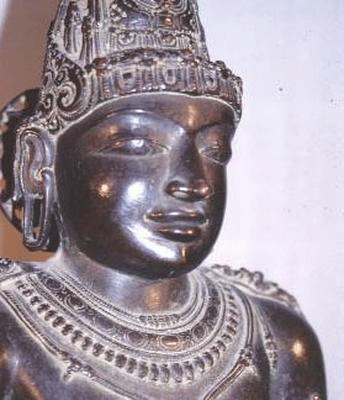
Статуя Раджараджа Чола в храме Брихадисвара, Танджур.

Здесь приведены правители средневекового индийского государства Чола:
- Велийян Титтан, махараджа Ураюра
- Перунаткилли I, сын Велийян Титтана, махараджа Ураюра
- Карикала I, сын Перунаткилли I, махараджа Ураюра
- Перунаткилли II, сын Карикалы I, махараджа Ураюра
- Иланчетченни, сын Перунаткилли II, махараджа Ураюра
- Карикала II, сын Иланчетченни, махараджа Ураюра
- Налланкилли, сын Карикалы II, махараджа Ураюра
- Килливалаван, сын Налланкилли, махараджа Ураюра
- Килливалаван, сын Налланкилли, махараджа Ураюра
- Карикала III, махараджа Ураюра 50—95
- Недумури, сын Карикалы III, махараджа Ураюра 95—
- Перунаткилли III, махараджа Ураюра
- Ченганнан, сын Перунаткилли III, махараджа Ураюра
- Виджаялая, махараджа Палаярай 846—848, махараджа Чола 848—881
- Адитья I, сын Виджаялаи, махараджа Чола 871—898, махараджадхираджа Чола 898—907
- Парантака I, сын Адитьи I, махараджадхираджа Чола 907—947
- Раджадитья I, сын Адитьи I, махараджадхираджа Чола 947—949
- Уттамасили, сын Адитьи I, махараджадхираджа Чола 949—950
- Гандарадитья, сын Адитьи I, махараджадхираджа Чола 950—956
- Аринджая, сын Адитьи I, махараджадхираджа Чола 956—957
- Сундарачола Парантака II, сын Аринджаи, махараджадхираджа Чола 957—970
- Адитья II Карикалан, сын Сундарачола Парантаки II, махараджадхираджа Чола 970—973
- Мандхурантака Копаракесариварман Уттамачоладэва, сын Гандарадитьи, махараджадхираджа Чола 973—985
- Раджакесариварман Муммудичоладэва Раджараджадэва I, сын Сундарачола Парантаки II, махараджадхираджа Чола 985—1014
- Раджендрачоладэва I, сын Раджакесариварман Муммудичоладэва Раджараджадэвы I, махараджадхираджа Чола 1014—1044
- Раджадхираджа I, сын Раджендрачоладэвы I, махараджадхираджа Чола 1044—1054
- Раджендрачоладэва II, сын Раджендрачоладэвы I, махараджадхираджа Чола 1052—1060
- Рамамахендра, махараджадхираджа Чола 1060—1063
- Вирараджендра, сын Раджендрачоладэвы II, махараджадхираджа Чола 1063—1070
- Адхираджендра, сын Вирараджендра, махараджадхираджа Чола 1067—1070

Поздние Чола, или Чола-Чалукья
1. Кулоттунга Чола I 	1070–1120
2. Викрама Чола 	1118–1135
3. Кулоттунга Чола II 	1133–1150
4. Раджараджа Чола II 	1146–1165

1165-1172 - междуцарствие
1. Раджадхираджа Чола II 	1163–1178
2. Кулоттунга Чола III 	1178–1218
3. Раджараджа Чола III 	1216–1256
4. Раджэндра Чола III 	1246–1279